# Sébastien Troendlé
Sébastien Troendlé, né le 1er juillet 1977 à Saint-Louis (Haut-Rhin), est un pianiste, compositeur, arrangeur et comédien français.

## Biographie
Il s'est formé à l'école de jazz de Bâle, en Suisse et est musicien de scène et de studio. Ses projets musicaux sont très divers tant dans ses influences que dans la forme de spectacles qu'il présente sur scène : du concert solo au BD-concert en passant par le ciné-concert ou les spectacles musicaux pluridisciplinaires (musique, théâtre).
Connu comme « le pianiste au ballon », il se sert en effet d'un ballon de gymnastique (ou plutôt de Pilates) en guise de siège.
Il attache une grande importance à la pédagogie et à la transmission de la musique et des techniques pianistiques, donne des classes de maître partout en France (par exemple au festival de Boogie de Laroquebrou) et a écrit une méthode de boogie-Woogie.

### Carrière
Son premier rapport avec la scène se passe très jeune puisqu'il commence à animer des soirées avec son père vers l'âge de six ans.
Il rejoint ensuite un premier groupe de rock avec ses amis en 1995, et un big band de jazz dans sa ville de naissance : le Saint-Louis blues band. Sébastien Troendlé entre à l'école de Jazz de Bâle (Suisse) devenue aujourd'hui le Jazzcampus, y passe son bac et intègre la section professionnelle dans cette même école. Il en sort diplômé en 2001.
En parallèle, il multiplie les expériences sur scène et en studio dans des groupes de jazz, de funk, de salsa, de tango et ce, dans différentes formations allant du solo au big band en passant par un duo de blues avec son ami guitariste-chanteur Guy Roël, un quintette avec le saxophoniste américain Benny Ross ainsi qu'avec Marc Ullrich, un quartette de jazz-pop avec la chanteuse suisse Helen, et le groupe de reggae Famara avec qui il se produira pendant presque dix années. Entre 2000 et 2009, Famara donne plus de cinq cents concerts dans toute l'Europe et enregistre cinq albums. Sébastien Troendlé compose et arrange en partie pour le groupe.
En 2004, il monte son propre label (Label PST) et produira un album en solo (Mes têtes) et trois albums du groupe Valiumvalse (La totale, La dèche et Le Tango des gangsters).
En 2006, il entame une formation de trois mois sur le positionnement et la technique pianistique avec Jean Fassina, technique qui lui permet d'intégrer plus sereinement les répertoires exigeants que sont le ragtime et le boogie-woogie. À partir de 2009, il consacre tout son temps à la scène et à la finalisation d'un projet qui lui tient à cœur : le spectacle Rag'n Boogie (l'idée du spectacle mêlant ces répertoires au contexte historique qui les a vus naître). Parallèlement, il est pianiste-accompagnateur au Centre chorégraphique de Strasbourg et intègre l'équipe de la revue satirique du théâtre de la Choucrouterie de Strasbourg. Il fermera son label en 2014 et signe chez Frémeaux & Associés la distribution de son album en piano solo Rag'n Boogie salué par la critique et dont la sortie se fait au Petit Journal Montparnasse,,,.
Il crée en 2013 un ciné-concert où il met en musique (en piano solo) le film muet Faust de Friedrich Wilhelm Murnau.
Entre 2013 et 2015, c'est en tant que comédien qu'il monte sur les planches dans deux pièces de théâtre créées au théâtre de la Choucrouterie (La Chère Main de Germain et Cerf Berr).
En 2016, il est programmé au Scott Joplin international Ragtime Festival à Sedalia dans le Missouri. Il participe la même année au Festival d'Avignon où sa présence est remarquée d'abord par le piano à roulette qu'il promène dans les rues de la ville en compagnie de son fidèle ballon, ensuite par le succès que rencontre son seul en scène Rag'n Boogie - 1 piano 2 styles 1 histoire au théâtre Arto,.
En 2017, le pianiste monte trois nouveaux spectacles musicaux :
- Billie(s) avec à ses côtés Manuel Étienne à la guitare et au chant, Eduardo Simonato à la batterie et Mathieu Loigerot à la contrebasse ;
- un BD-concert sur Un peu de bois et d'acier du dessinateur Christophe Chabouté (en duo avec le batteur Frédéric Guérin) ;
- la version jeune public de son spectacle Rag'n Boogie, pour les petits et ceux qui veulent encore grandir.

La même année, il sort un deuxième album chez Frémeaux (Boogies on the Ball) et le réseau des JM France soutien son spectacle Rag'n Boogie, pour les petits et ceux qui veulent encore grandir coproduit par le Créa, scène conventionnée jeune public d'Alsace.
En 2021, lors de la soirée des 10 ans de son projet global Rag'n Boogie, il annonce la création d'un nouveau festival, On The Mississippi, qu'il fonde avec Tiffany Macquart verra sa première édition en mai 2023 à Strasbourg.
À la suite du décès de Jean-Paul Amouroux, on lui confie la direction artistique du Festival International de boogie de Laroquebrou dès l'édition 2023.

## Projet global Rag'n Boogie
Sébastien Troendlé s'est spécialisé en ragtime et en boogie-woogie qu'il joue principalement en piano solo. Son projet global Rag'n Boogie est né d'une démarche de promotion du ragtime et du boogie-woogie et de préservation de ce patrimoine musical.
Rag'n Boogie comprend :
- deux spectacles musicaux tout public Rag’n Boogie, une épopée musicale et Rag'n Boogie - 1 piano 2 styles 1 histoire ;
- un spectacle musical pour le jeune public Rag’n Boogie, pour les petits et ceux qui veulent encore grandir ;
- des interventions en milieu scolaire ;
- des classes de maître ;
- des concerts en piano solo ;
- une méthode de boogie-woogie aux éditions Henry Lemoine ;
- des partitions de ragtimes en duo piano/saxophone aux éditions Robert Martin ;
- deux albums chez Frémeaux & Associés (Rag'n Boogie et Boogies on the Ball) ;
- Rag & Boogie, un livre pour les 6-12 ans, écrit par Sébastien Troendlé et Valérie Paumier et illustré par Christophe Chabouté.

## Spectacles
- Rag'n Boogie - 1 piano 2 styles, 1 histoire (piano solo)
- Rag'n Boogie, une épopée musicale (piano solo)
- Rag'n Boogie, pour les petits et ceux qui veulent encore grandir (piano solo)
- BD-concert sur Un peu de bois et d'acier de Christophe Chabouté (en duo avec Frédéric Guérin)
- Ciné-concert sur le film Faust de W.M Murnau (piano solo)
- Billie(s) (avec Manuel Étienne, Eduardo Simonato et Mathieu Loigerot)
- Concerts en solo

## Discographie
- 2001 : Sunlife, du groupe Famara
- 2003 : La Totale, du groupe Valiumvalse (Label PST)
- 2003 : Mes têtes, en piano solo (Label PST)
- 2003 : Toubab Man, du groupe Famara (N-Gage production)
- 2004 : Famasound, du groupe Famara (N-Gage production)
- 2005 : La Dèche, du groupe Valiumvalse (Label PST)
- 2006 : Double Culture, du groupe Famara (N-Gage production)
- 2008 : Oreba, du groupe Famara (N-Gage production)
- 2008 : Le Tango des Gangsters, du groupe Valiumvalse (Label PST)
- 2014 : Rag'n Boogie, en piano solo (Frémeaux & Associés)
- 2017 : Boogies on the Ball, en piano solo (Frémeaux & Associés)
- 2022 : DVD Rag'n Boogie les deux spectacles musicaux (Frémeaux & Associés)

## Publications
- Méthode de boogie, en deux volumes (éditions Henry Lemoine)[1].

1. Volume débutant/moyen
2. Volume avancé

- Ragtimes en duo piano/saxophone (éditions Robert Martin).

1. My Very First Rag
2. Cool Rag
3. Footstep Rag
4. Gentle Rag
5. Charlie's Speedy Rag

- Rag & Boogie, livre illustré pour les 6-12 ans (éditions Les Rêveurs)